# Tombé du ciel (film)
Pour les articles homonymes, voir Tombé du ciel.
Ne doit pas être confondu avec Tombés du ciel (film, 1994).
Pour plus de détails, voir Fiche technique et Distribution.
Tombé du ciel est un film français réalisé par Emil-Edwin Reinert, sorti en 1946.

## Synopsis
Gaby, chanteuse d'un petit orchestre, s'est chargée pour quelques semaines de l'enfant d'une jeune veuve, son amie Madeleine. Elle fait croire à tous qu'elle est la mère de l'enfant et que Maurice, le chanteur de l'orchestre, est le père.
Le hasard faisant bien les choses, Maurice fait la connaissance de Madeleine et tombe amoureux.

## Fiche technique
- Titre : Tombé du ciel
- Réalisation : Emil-Edwin Reinert assisté de Guy Lefranc
- Scénario : Gérard Carlier
- Dialoguiste : Roger Fernay
- Décors : Roland Quignon
- Photographie : Charlie Bauer
- Montage : Victoria Mercanton
- Son : Émile Lagarde
- Musique : Joe Hajos et Jacques Larue
- Producteur : Roger Ribadeau-Dumas
- Société de production : Société Française de Cinématographie (SFC)
- Pays :  France
- Format :  Noir et blanc - 1,37:1 - 35 mm  - Son mono
- Genre : Comédie
- Durée : 85 minutes
- Date de sortie : France - 31 juillet 1946
- Affiche : Boris Grinsson (France)

## Distribution
- Jacqueline Gauthier : Gaby, la chanteuse d'un petit orchestre qui prétend que le bébé qu'elle garde est le sien et celui de Maurice
- Claude Dauphin : Maurice, le chanteur de l'orchestre
- Gisèle Pascal : Madeleine, une jeune veuve de guerre amie de Gaby, la vraie mère du bébé
- Félix Oudart : Léon
- Renaud Mary : Raymond
- Pierre Destailles : Fernand
- Jean Gaven : Robert
- Jean Carmet
- Albert Broquin
- Mona Dol